# Tiriba-de-testa-azul
O tiriba-de-testa-azul (Pyrrhura picta) é uma ave de mata ribeirinha que ocorre das Guianas e Colômbia ao norte dos estados brasileiros do Mato Grosso e Tocantins, bem como no estado do Maranhão. Tais aves medem cerca de 23 cm de comprimento, fronte azul, nódoa auricular amarela e mancha negra no peito. Também são conhecidas pelos nomes de marrequém-do-igapó, tiriba-pintada e quetua.

## Subespécies
São reconhecidas cinco subespécies:
- Pyrrhura picta eisenmanni (Delgado, 1985) - centro-sul do Panamá (Península de Azuero).
- Pyrrhura picta subandina (Todd, 1917) - noroeste da Colômbia (baixo vale do rio Sinú).
- Pyrrhura picta caeruleceips (Todd, 1947) - encosta oeste do leste dos Andes do norte da Colômbia e na Serra de Perijá.
- Pyrrhura picta emma (Salvadori, 1891) - litoral do norte da Venezuela.
- Pyrrhura picta picta (Statius Muller, 1766) - sudeste da Venezuela até as Guianas e norte da Amazônia brasileira (Amapá).